# Antiguo palacio consistorial de Burslem
El Old Town Hall es un antiguo ayuntamiento en Burslem, en Staffordshire, Inglaterra. Está en la Plaza del Mercado, en el centro del pueblo. Es un edificio catalogado de Grado II*, catalogado el 2 de octubre de 1951.

## Historia

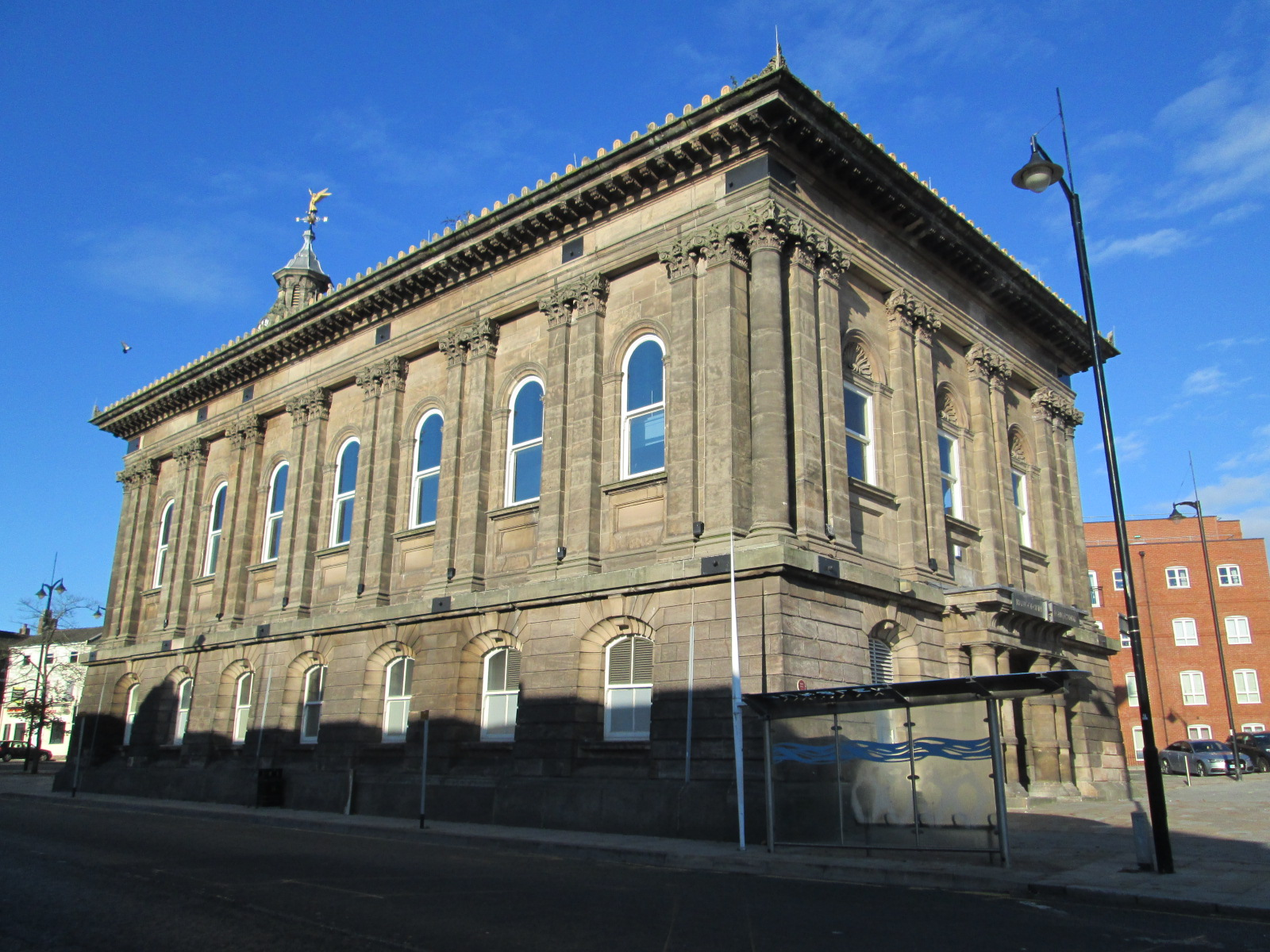
Visto desde el sureste

El primer ayuntamiento de la villa, erigido en el centro de la Plaza del Mercado en 1761, era un edificio rectangular de dos plantas con arcos abiertos en la planta baja, salón de actos en el primer piso y torre del reloj con cúpula en la parte superior. Fue demolido para dar paso al segundo ayuntamiento que se construyó en el mismo solar.
El segundo ayuntamiento, ahora conocido como el "Ayuntamiento Antiguo", que fue diseñado por GT Robinson de Wolverhampton en estilo barroco, fue construido entre 1854 y 1857. Se diseñó con pilastras corintias pareadas para la altura del piso superior, sobre las que se colocó una cornisa rematada por acróteras. En el extremo oeste se erigió un pórtico saliente con entradas en arco, sobre el cual se colocaron columnas corintias ; sobre estos, las cariátides sostenían una torre de reloj octogonal y un remate de ángel dorado. Se convirtió en la sede del nuevo distrito de Burslem en 1878 pero dejó de ser la sede del gobierno local cuando se formó la Federación de Stoke-on-Trent en marzo de 1910.
Fue utilizado como biblioteca pública durante gran parte del siglo XX. Se usó para escenas de la película The Card protagonizada por Alec Guinness en 1952, y aunque hubo propuestas para demolerlo en la década de 1960, sobrevivió y se convirtió en un centro recreativo en la década de 1990. El ángel dorado fue restaurado y vuelto a dorar por Bailey International Steeplejacks en Macclesfield en diciembre de 2000.
Desde 2003 albergó Cerámica, un centro de visitantes que muestra el patrimonio artístico e industrial de las Alfarerías. El proyecto fue financiado por la Comisión del Milenio . Parte del presupuesto tuvo que gastarse en el tratamiento de la podredumbre seca encontrada en el edificio. La exposición atrajo a menos visitantes de lo previsto y, después de que el Ayuntamiento de Stoke-on-Trent retirara los fondos para la ejecución diaria, cerró en marzo de 2011.
Permaneció vacío hasta 2015, cuando se demolió la ampliación moderna construida como parte de la exposición Cerámica y el Old Town Hall se convirtió en un colegio de sexto año de la Academia Haywood, un proyecto patrocinado por Steelite International.

## notas
1. ↑  Historic England. «Old Town Hall (Burslem Recreation Centre) (1195811)». National Heritage List for England. Consultado el 5 de agosto de 2020.
2. 1 2 3  Jenkins, J. G. (1963). «"Burslem: Buildings, manors and estates", in A History of the County of Stafford» 8. London: British History Online. pp. 105-121. Consultado el 5 de agosto de 2020.
3. ↑  Jenkins, J. G., ed. (1963). A History of the County of Stafford. Victoria County History 8. p. 253. Consultado el 5 de agosto de 2020.
4. ↑  «Local Government Provisional Order (No. 3) Confirmation Act 1908». Acts of the Parliaments of the United Kingdom. Part 134 (1908) (c.clxiv). Consultado el 5 de agosto de 2020.
5. ↑  «Burslem Town Hall». Breaking the Mould. Consultado el 5 de agosto de 2020.
6. ↑  Edwards, Mervyn (2016). Secret Stoke-on-Trent. Amberley Publishing. ISBN 978-1445653600.
7. ↑  «Burslem's second town hall». Burslem History Club. Archivado desde el original el 10 de mayo de 2021. Consultado el 5 de agosto de 2020.
8. ↑  «No 45 - Old Town Hall, Burslem». thepotteries.org. Consultado el 5 de agosto de 2020.
9. ↑  «Former Ceramica building in Burslem up for sale». BBC. 21 de enero de 2012. Consultado el 5 de agosto de 2020.
10. ↑  «Ceramica, Burslem, Stoke-on-Trent». thepotteries.org. Consultado el 5 de agosto de 2020.
11. ↑  «Work begins on Burslem Old Town Hall». City College. 14 de mayo de 2015. Archivado desde el original el 20 de septiembre de 2021. Consultado el 5 de agosto de 2020.
12. ↑  «Plans to turn Burslem town hall into sixth form college». BBC. 12 de febrero de 2014. Consultado el 5 de agosto de 2020.